# Mięśnie kończyny górnej
Mięśnie kończyny górnej (łac. musculi membri superioris) – mięśnie kończyny górnej (piersiowej) człowieka. Dzielone są na cztery grupy:
- mięśnie obręczy kończyny górnej (mięśnie obręczy barkowej, mięśnie barku),
- mięśnie ramienia,
- mięśnie przedramienia,
- krótkie mięśnie ręki (mięśnie właściwe ręki)[1][2][3].